# Liste der Monuments historiques in Villers-la-Montagne
Die Liste der Monuments historiques in Villers-la-Montagne führt die Monuments historiques in der französischen Gemeinde Villers-la-Montagne auf.

## Liste der Immobilien
| Bezeichnung         | Beschreibung                                                                | Standort               | Kennzeichnung | Schutzstatus | Datum | Bild           |
| ------------------- | --------------------------------------------------------------------------- | ---------------------- | ------------- | ------------ | ----- | -------------- |
| Kirche St-Sylvestre | Turm und Beinhaus, 15. Jahrhundert; Schiff und Chor aus dem 18. Jahrhundert | Rue de l’Église (Lage) | PA00106450    | Inscrit      | 1991  | weitere Bilder |

## Liste der Objekte
| Bezeichnung             | Beschreibung                                       | Standort                          | Kennzeichnung | Schutzstatus | Datum | Bild |
| ----------------------- | -------------------------------------------------- | --------------------------------- | ------------- | ------------ | ----- | ---- |
| Retabel des Hauptaltars | Holz, farbig gefasst, Spiegelglas, 18. Jahrhundert | in der Kirche St-Sylvestre (Lage) | PM54000990    | Classé       | 1965  |      |